# Collari d'oro al merito sportivo 2018
La cerimonia di premiazione dei collari d'oro al merito sportivo del 2018 si è svolta il 19 dicembre 2018 nella Sala delle Armi del Parco del Foro Italico, salone d'onore del Comitato olimpico nazionale italiano. Erano presenti, tra gli altri, il Sottosegretario alla Presidenza del Consiglio, con delega allo Sport, Giancarlo Giorgetti, il Presidente del CONI, Giovanni Malagò, il Presidente del CIP, Luca Pancalli. In platea, i principali dirigenti dei numerosi organismi sportivi italiani e sul palco, in qualità di conduttori televisivi, gli olimpionici Diana Bianchedi,  Antonio Rossi e Oscar De Pellegrin.
Sono stati premiati atleti, dirigenti e tecnici, cinque società sportive e una testata giornalistica relativamente ai risultati ottenuti nel 2018. Inoltre sono stati premiati i membri della squadra di tennis vincitrice della Coppa Davis 1976, i campioni mondiali della Nazionale di pallanuoto 1978, le Nazionali di pallavolo, campioni mondiali rispettivamente nel 1990 e nel 1994 e Pietro Mennea, oro olimpico (onorificenza alla memoria).
Nella circostanza è avvenuta anche la consegna della Palma d'oro al Merito tecnico per tecnici sportivi.

## Collari d'oro al merito sportivo

### Atleti
- Canottaggio: Filippo Mondelli, Andrea Panizza, Luca Rambaldi, Giacomo Gentili, (quattro di coppia);
- Golf: Francesco Molinari (Vincitore Torneo Major - The Open Championship);
- Motociclismo: Kiara Fontanesi (Motocross), Francesco Bagnaia (Moto2);
- Pallacanestro: Rae Lin D'Alie, Giulia Ciavarella, Marcella Filippi, Giulia Rulli, (3x3),
- Pesca Sportiva e Attività Subacquee, Alessia Zecchini (4 titoli Mondiali Immersione in Apnea)
- Scherma: Mara Navarria (Spada individuale), Alice Volpi (Fioretto individuale), Andrea Cassarà, Alessio Foconi, Daniele Garozzo, Giorgio Avola, (Fioretto a squadre);
- Sport del ghiaccio: Arianna Fontana (Short Track - 500 metri);
- Sport Invernali: Michela Moioli (Snowboard Cross), Sofia Goggia (Sci Alpino - Discesa Libera);
- Sport Rotellistici: Francesca Lollobrigida (14 titoli Mondiali);
- Vela: Ruggero Tita, Caterina Banti, (Nacra 17);

### Dirigenti
- Riccardo Agabio
- Roberto Fabbricini
- Raffaele Pagnozzi

### Campioni del mondo prima del 1995
- Atletica leggera: Pietro Mennea - alla memoria;
- Motonautica; Renato Molinari (18 titoli Mondiali);
- Pallanuoto: Alberto Alberani Samaritani, Silvio Baracchini, Romeo Collina, Gianni De Magistris, Massimo Angelo Fondelli, Alessandro Ghibellini, Sante Marsili, Paolo Ragosa, Mario Rosario Scotti Galletta, Roldano Simeoni, Roberto Calcaterra (1994); Marco Galli (1978 - alla memoria);
- Pallavolo: Andrea Anastasi, Andrea Lucchetta, Marco Martinelli (pallavolista), Roberto Masciarelli (1990), Lorenzo Bernardi, Luca Cantagalli, Paolo Tofoli, Andrea Zorzi (1990 e 1994), Giacomo Giretto, Damiano Pippi (1994),
- Tennis: Nicola Pietrangeli (Roland Garros e Coppa Davis), Corrado Barazzutti, Paolo Bertolucci, Adriano Panatta e Antonio Zugarelli (Coppa Davis 1976),

### Società sportive
- ASD Edera 1904;
- Atalanta Bergamasca Calcio Spa;
- Circolo Scherma Firenze Roberto Raggetti;
- Sci Club Capracotta;
- Rari Nantes Camogli ASD;
- La Gazzetta dello Sport

### Palma d'oro al Merito tecnico
- Canottaggio: Andrea Coppola;
- Nuoto: Matteo Giunta;
- Pallacanestro: Angela Adamoli;
- Pallanuoto: Ratko Rudić e Gianni Lonzi;
- Pallavolo: Julio Velasco, Gian Paolo Montali e Paulo Roberto de Freitas (Bebeto - alla memoria);
- Sport del ghiaccio: Kenac Gouadec (Short Track);
- Sport invernali: Massimo Rinaldi, Giovanni Luca Rulfi e Matteo Guadagnini (Sci Alpino); Cesare Pisoni, Luca Pozzolini e Stefano Dalmasso (Snowboard);

### TROFEO CONI 2018
- Comitato Regionale CONI Piemonte

### Atleti paralimpici
- Canoa; Gabriel Esteban Farias (200 m cat. KL1);
- Ciclismo: Fabrizio Cornegliani (Cronometro e prova in linea cat. H1), Luca Mazzone (prova a Cronometro cat. H2), Federico Mestroni (prova a Cronometro, cat. H3), Giorgio Farroni (Prova in linea e prova a cronometro cat. T1), Michele Pittacolo (Prova in linea cat. C4), Francesca Porcellato (Prova in linea e cronometro cat. H3);
- Sci Alpino: Giacomo Bertagnolli - Fabrizio Casal (guida), (Gigante e Slalom);
- Sport Equestri: Sara Morganti (Individual test e freestyle grado I);